# Grand Prix automobile de Belgique 1973
Résultats du Grand Prix de Belgique de Formule 1 1973 qui a eu lieu sur le circuit de Zolder le 20 mai 1973.

## Classement
| Pos  | N° | Pilote               | Écurie            | Tours | Temps/Abandon      | Grille | Points |
| ---- | -- | -------------------- | ----------------- | ----- | ------------------ | ------ | ------ |
| 1    | 5  | Jackie Stewart       | Tyrrell-Ford      | 70    | 1 h 42 min 13 s 43 | 6      | 9      |
| 2    | 6  | François Cevert      | Tyrrell-Ford      | 70    | +31 s 84           | 4      | 6      |
| 3    | 1  | Emerson Fittipaldi   | Lotus-Ford        | 70    | + 2 min 02 s 79    | 9      | 4      |
| 4    | 9  | Andrea de Adamich    | Brabham-Ford      | 69    | + 1 tour           | 18     | 3      |
| 5    | 21 | Niki Lauda           | BRM               | 69    | + 1 tour           | 14     | 2      |
| 6    | 22 | Chris Amon           | Tecno             | 67    | + 3 tours          | 15     | 1      |
| 7    | 7  | Denny Hulme          | McLaren-Ford      | 67    | +3 tours           | 2      |        |
| 8    | 24 | Carlos Pace          | Surtees-Ford      | 66    | +4 tours           | 8      |        |
| 9    | 12 | Graham Hill          | Shadow-Ford       | 65    | +5 tours           | 23     |        |
| 10   | 19 | Clay Regazzoni       | BRM               | 63    | Accident           | 12     |        |
| 11   | 15 | Mike Beuttler        | March-Ford        | 63    | Accident           | 20     |        |
| Abd. | 14 | Jean-Pierre Jarier   | March-Ford        | 60    | Accident           | 16     |        |
| Nc.  | 20 | Jean-Pierre Beltoise | BRM               | 56    | Non classé         | 5      |        |
| Abd. | 11 | Wilson Fittipaldi    | Brabham-Ford      | 46    | Moteur             | 19     |        |
| Abd. | 2  | Ronnie Peterson      | Lotus-Ford        | 42    | Accident           | 1      |        |
| Abd. | 8  | Peter Revson         | McLaren-Ford      | 33    | Accident           | 10     |        |
| Abd. | 25 | Howden Ganley        | Iso Marlboro-Ford | 16    | Accident           | 21     |        |
| Abd. | 10 | Carlos Reutemann     | Brabham-Ford      | 14    | Moteur             | 7      |        |
| Abd. | 16 | George Follmer       | Shadow-Ford       | 13    | Accélérateur       | 11     |        |
| Abd. | 17 | Jackie Oliver        | Shadow-Ford       | 11    | Accident           | 22     |        |
| Abd. | 3  | Jacky Ickx           | Ferrari           | 6     | Pompe à huile      | 3      |        |
| Abd. | 26 | Nanni Galli          | Iso Marlboro-Ford | 6     | Moteur             | 17     |        |
| Abd. | 23 | Mike Hailwood        | Surtees-Ford      | 4     | Accident           | 13     |        |

- Légende : Abd.=Abandon

## Pole position et record du tour
- Pole position : Ronnie Peterson en 1 min 22 s 46 (vitesse moyenne : 184,235 km/h).
- Tour le plus rapide : François Cevert en 1 min 25 s 42 au 28e tour (vitesse moyenne : 177,851 km/h).

## Tours en tête
- Ronnie Peterson : 1 (1)
- François Cevert : 18 (2-19)
- Emerson Fittipaldi : 5 (20-24)
- Jackie Stewart : 46 (25-70)

## À noter
- 24e victoire pour Jackie Stewart.
- 13e victoire pour Tyrrell en tant que constructeur.
- 56e victoire pour Ford Cosworth en tant que motoriste.